# 犬形乳突天竺鯛
犬形乳突天竺鯛（學名：Fowleria isostigma），為輻鰭魚綱鈎頭魚目天竺鯛科乳突天竺鯛屬下的一個種，分布於西太平洋印尼、巴布亞紐幾內亞、菲律賓、越南、新喀里多尼亞、澳洲、琉球群島、斐濟等海域，深度0至30公尺，體延長，呈長橢圓形，體側扁，頭大、眼大、口大且斜裂，前鰓蓋骨邊緣具鋸齒，鰓蓋骨後緣棘不發達，體被弱櫛鱗，體色棕色至紅棕色，體身上有數列小黑點，靠近尾鰭的斑點更為明顯，鰓蓋上有一黑色大眼斑，背鰭2個，尾鰭截形，背鰭硬棘8枚、背鰭軟條9枚、臀鰭硬棘2枚、臀鰭軟條8枚，體長可達7公分，棲息在岩石或泥底質海域，夜間活動，肉食性，以浮游生物為食，繁殖期時，雄魚具有口孵習性，卵約7日化成仔魚，由雄魚吐出，具短暫的仔魚飄浮期，生活習性不明。